# Andriivka, Velîka Oleksandrivka
Andriivka (în ucraineană Андріївка) este un sat în comuna Blahodativka din raionul Velîka Oleksandrivka, regiunea Herson, Ucraina.

## Demografie
Componența lingvistică a localității Andriivka
     Ucraineană (91,07%)
     Rusă (7,74%)
     Alte limbi (1,2%)
Conform recensământului din 2001, majoritatea populației localității Andriivka era vorbitoare de ucraineană (91,07%), existând în minoritate și vorbitori de rusă (7,74%).